# 魁北克文学
魁北克文学指的是加拿大魁北克省的文学。

## 十六十七世纪
16世纪和17世纪，新法兰西社会遭遇到巨大的困难。法国商人简约运输殖民者，并且不尊重协商的结局，法国与易洛魁联盟作战，一直到1701年。印刷术被禁止在英帝国政府的地区传播。
尽管如此，一些著名的文件产生在早期的殖民并且被代代相传直到今天。雅克·卡蒂埃、马克·莱斯卡博、萨缪尔·德·尚普兰等航海家的探险奠定了新法兰西的基础。
加布里埃尔·萨法德的到来使得新法兰西的人都皈依了基督教，他也带来了《圣经》。
许多民谣和诗歌被早期法国殖民者口头传播。一个受欢迎的法国民谣《À la claire fontaine》使我们了解今天的魁北克。
第一个爱国歌曲的作者是一个士兵，它赞扬了1690年在新法兰西的法国将军。
在法国、加拿大、新法兰西，一些作家赢得了这些地区人们的喜欢，如弗朗索瓦·拉伯雷。

## 十八世纪
直到1760年，人们继续在探索新法兰西的自然地理。一些小说由此而生。
法裔加拿大人在1756年创作歌曲歌颂当时的执政者，这首歌讲述了卡里永堡的战争胜利故事。
1763年，第一首诗写的是一个法裔加拿大人在英帝国政府的加拿大的故事。
《魁北克公报》由威廉·布朗在1764年6月21日于新法兰西创立。使用法语和英语的双语版报纸是北美洲最早的双语报纸。
欧洲文学潮流和美国其它地方的文学慢慢渗透到新法兰西的城市，主要是魁北克市和蒙特利尔市。启蒙运动的著作和美国革命、法国大革命的文献和著作处于主导地位。

## 十九世纪
19世纪标志着魁北克地区诞生了真正属于自己的文学，产生了一批具有代表性的作家。
1860年代，魁北克地区的作家有了作品发表权，因此，作家的作品可以印刷出版。